# Charlot, noul îngrijitor
Charlot, noul îngrijitor (în engleză The New Janitor) este un film american de comedie din 1914 produs de Mack Sennett și regizat de Charlie Chaplin. În alte roluri interpretează actorii  Jess Dandy  și John T. Dillon.

## Distribuție
- Charles Chaplin – Janitor
- Jess Dandy – Bank president
- John T. Dillon – Villainous manager
- Al St. John – Elevator boy
- Helen Carruthers – Bank secretary